# Phrurolithus similis
Phrurolithus similis là một loài nhện trong họ Phrurolithidae.
Loài này thuộc chi Phrurolithus. Phrurolithus similis được Richard C. Banks miêu tả năm 1895.